# Harald Grötz
Harald Grötz (* 15. Juli 1978 in Wien) ist ein österreichischer Schachspieler.

## Leben
Er legte 1996 am Bundesgymnasium Stockerau die Reifeprüfung ab. Danach studierte er bis 2001 Physik und Mathematik an der Technischen Universität Wien. Seit September 2003 ist er als Lehrer für Physik und Mathematik am Erzbischöflichen Gymnasium Hollabrunn tätig.
Er begann 1988 mit dem Schachspiel und erreichte 1995 und 1997 den 1. Platz bei den NÖ-Jugendlandesmeisterschaften. 1996 belegte er bei den österreichischen Jugendstaatsmeisterschaften den 2. Platz, 1992 und 1995 den 3. Platz. 1996 nahm er an den Jugend-Europameisterschaften in Rimavská Sobota (Slowakei), 1997 in Tallinn (Estland) und 1998 in Jerewan (Armenien), 1998 an der Jugend-Weltmeisterschaft in Calicut (Indien) teil. 1997 verlieh ihm der Österreichische Schachbund den Titel „Österreichischer Meister“.
2002 war er Teil der österreichischen Mannschaft beim Mitropacup in Leipzig. Im selben Jahr verlieh ihm der Weltschachbund FIDE den FIDE-Meister-Titel.
2007 wurde ihm der Titel eines Internationalen Meisters verliehen, die erforderlichen Normen erfüllte er im August 2001 beim Finkenstein-Open in Latschach am Faaker See, im März 2005 beim Caissa-IM-Turnier in Kecskemét und in der Saison 2005/06 in der 2. österreichischen Bundesliga.
Im August 2007 konnte er das Internationale Schwarzacher Open gewinnen. 2008, 2009, 2011 und 2014 siegte er beim Stockerauer Schach-Open. 2013 und 2014 gewann er die offenen Niederösterreichischen Landesmeisterschaften. 2017 konnte er das Salzkammergut-Open in Bad Ischl gewinnen.
Er ist seit 1988 Mitglied des SV Stockerau, seit 1996 Gastspieler beim SK Aljechin Wieden und spielte für den SK Zwettl in der Saison 2012/13 in der 1. Bundesliga. In der Wiener Betriebsmeisterschaft war er in den Jahren 1998–2012 Spieler bei SK Handelsministerium, seitdem gehört er der Spielgemeinschaft Verbund/VHG-OMV an. Seit 2018 spielt er für die SG Mistelbach/Altlichtenwarth in der 2. Bundesliga Ost.